# Eriodes
Eriodes es un género monotípico que tiene asignada una única especie: Eriodes barbata (Lindl.) Rolfe de orquídeas epífitas. Se encuentran en el sudeste de India, Bután y sudeste de Asia.

## Descripción
Es un género monotípico con pseudobulbo  y hojas apicales, herbáceas, elípticas-lanceoladas y que florece sobre una inflorescencia erecta cubierta de vainas con un simple y curvado labio y con ocho polinias en dos grupos de cuatro.
La especie tiene un tamaño mediano a grande, prefiere el clima cálido, es epífita o litófita, tiene pseudobulbos globosos envueltos basalmente por vainas fibrosas y llevan de  1 a 3 hojas con 3 a 5 nervaduras, lanceoladas, agudas a acuminadas, estrechándose poco a poco abajo en la base. Florece en el otoño y el invierno, sobre una inflorescencia basal, que alcanza los 80 cm de largo, es erecta, con forma de racimo con 9  flores de 3 cm de longitud, tiene agudas brácteas florales y sus flores son fragantes.

## Distribución y hábitat
Se encuentra en el nordeste de la India, Bután, Birmania, Tailandia y Vietnam en alturas de alrededor de 1200 a 1300 metros.

## Taxonomía
Eriodes barbata fue descrita por  (Lindl.) Rolfe y publicado en Orchid Review 23: 327. 1915.
Etimología
Eriodes: nombre genérico que significa que es similar al género Eria.
barbata: epíteto latino que significa "con barba".
Sinónimos
- Coelogyne nigrofurfuracea Guillaumin 1955;
- Eria barbata (Lindl.) Rchb.f. 1861;
- Neotainiopsis barbata (Lindl.) Bennet & Raizada 1981;
- Pinalia barbata (Lindl.) Kuntze 1891;
- Tainia barbata Lindl. 1857;
- Tainiopsis barbata (Lindl.) Schltr. 1915[2][5][6]